# Nelida Nemec
Nelida Nemec (rojena Silič), umetnostna zgodovinarka in zgodovinarka, likovna kritičarka in esejistka, kustodinja, političarka, podjetnica * 12. oktober 1954, Bilje.
Nelida Nemec, poročena je bila s kiparjem Negovanom Nemcem, se je po maturi na novogoriški gimnaziji leta 1973 vpisala na Filozofsko fakulteto v Ljubljani na Oddelek za umetnostno zgodovino in Oddelek za zgodovino, kjer je leta 1978 diplomirala pri profesorju Nacetu Šumiju z nalogo Povojni javni spomeniki na Primorskem. Dopolnjeno besedilo je leta 1982 izdala založba Lipa v Kopru z naslovom Javni spomeniki na Primorskem 1945-1978. Septembra 1978 se je zaposlila v Goriškem muzeju (strokovni izpit opravila leta 1979), kjer je devet let delovala kot kustos dokumentalist, kasneje kot kustosinja za sodobno umetnost in do leta 1991 štiri leta kot ravnateljica inštitucije. V njenem mandatu so odprli stalno zbirko na temo 1. svetovne vojne na Sveti gori, odprli so stalno zbirko del Lojzeta Spacala na gradu Štanjel (sedaj preurejena) ter jeseni 1991 stalno zbirko grafičnih del Zorana Mušiča na dvorcu Dobrovo v Brdih (trenutno zaprta). Leta 1991 je postala direktorica za odnose z javnostmi in tržno komuniciranje v družbi Hit d.o.o.. V letih 1999 do 2003 bila načelnica za kulturo in raziskovalno dejavnost pri Mestni občini Ljubljana. Bila je direktorica družbe Erina svetovanje d.o.o. in se leta 2008 ponovno vrnila v družbo Hit d.o.o., kjer je bila do upokojitve decembra 2012 vodja projektov. Leta 2000 je po diplomi na IEDC Bled, School of Management, dobila naziv MBA. S tematiko o slikarju Zoranu Mušiču in filozofu Mauriceu Merleau-Pontyju je leta 2016 na Primorski univerzi dosegla doktorat znanosti (Mušičevo slikarstvo in Merleau-Pontyjeva filozofija slikarstva).
Že med študijem se je pričela ukvarjati z likovno kritiko in esejistiko in vrsto let delovala tudi kot raziskovalka pri programih Znanstvenega inštituta Filozofske fakultete. Od leta 1978 je pripravila vrsto razstav v okviru razstavne dejavnosti Goriškega muzeja (Vladimir Makuc (1985), Riko Debenjak (1988) Lojze Spacal (1988), Zoran Mušič (1991) in Goriških galerij (Giorgio Celiberti, Paolo Valle itd.). Sodelovala je z Obalnimi galerijami Koper, Kulturnim domom Gorica, Galerijo Ars Frama, Festivalom Ljubljana, Društvom likovnih umetnikov Severne Primorske in Lokarjevo galerijo, Studijem Galerijo Gasspar Grožnjan (Dušan Džamonja) in drugimi. 
Od leta 1980 do 2004 je pripravljala razstave v okviru otvoritev Kogojevih dnevov v Kanalu ob Soči (med njimi, Zoran Didek, Rajko Slapernik, Miha Maleš, France Mihečič, Polde Oblak, Lojze Spacal, Zdenko Kalin, Bogdan Borčič itd.). Je avtorica prve zbirke grafik Zorana Mušiča na gradu Dobrovo v Brdih iz leta 1991 in soavtorica kataloga te zbirke, avtorica študij v monografijah kiparjev in slikarjev:  Negovana Nemca (1991), Franceta Slane (2001), Toma Vrana (2001), Klavdija Palčiča (2003), Karla Pečka (2006), Rudija Skočirja (2013). Leta 2017 je Založba Annales ZRC Koper izdala knjigo z naslovom Pokrajina telesa. Mušič v vidu Merleau-Pontyja, ISBN 978-961-6964-90-6.
Od leta 1999 do 2012 je strokovno vodila galerijo Mercator, kjer se je zvrstilo več kot petdeset razstav slovenskih in tujih likovnih umetnikov. Te je s predstavitvenimi eseji predstavljala v katalogih (npr.: Rudi Španzel, Mojca Smerdu, France Mihelič, Mirsad Begić, Zlatan Vrkljan, Mileta Prodanović, Nusret Pašić, Biljana Unkovska, France Pavlovec, Tomaž Gorjup, Nikolaj Omerza, Milan Konjović, Frano Kršinić, Momčilo Macanović, Milena Gregorčič, Bogdan Borčić, Zdenko Huzjan, Metka Krašovec, France Kralj, Stane Kregar, Marij Pregelj, Milena Usenik, Božidar Jakac itd.)
Kot selektorica je sodelovala pri mednarodnih likovnih kolonijah (Vogrsko, Brežice, Križanke, Abitanti, Piran, Štanjel). Leta 2004, 2005 in 2006 je bila selektorica Mednarodne likovne delavnica Esprima na Štanjelu, kjer se je prvo leto zbralo osemnajst in naslednji dve po šestnajst umetnikov (med njimi, Vladimir Makuc, Zvest Apollonio, Klavdij Palčič, Valentin Oman, Franc Vecchiet, Jaša Mrevlje, Lojze Logar itd.). V paviljonu Hit je med leti 2008 in 2009 pripravila več razstav, med njimi, Miljenko Licul, Bogdan Vrčon, Vladimir Segalla, Azad Karim, Patrizia Devide, Alessandra Lazzaris, Giorgio Valvassori, Nataša Gregorič, Zoran Mušič, Miloš Volarič itd. Od leta 2017 pripravlja v okviru Festivala Ljubljana kiparske razstave kot hommage umetnikom: Negovan Nemec (2017), Janez Lenassi (2018), Zmago Posega (2019), Jože Pohlen (2020), Vasja Žbona (2021), Tone Demšar (2022).  
Vrsto let se posebej ukvarja s proučevanjem del nekaterih primorskih ustvarjalcev, med njimi so: Zoran Mušič, Lojze Spacal, Avgust Černigoj, Vladimir Makuc, Riko Debenjak, Silvester Komel, Klavdij Palčič, Franc Vecchiet, Zvest Apollonio, Mira Ličen, Negovan Nemec, Zmago Posega, Katarina Spacal, Nina Bric in Jasmina Rojc.  
Po smrti moža, kiparja Negovana Nemca je organizirala izdajo monografije avtorja Naceta Šumija, sama je objavila zapis Živeti z njim in uredila življenjepis, bibliografijo, pregled skupinskih in samostojnih razstav, nagrad in simpozijev ter katalog kiparskih del. Oblikoval je Miljenko Licul, fotografije Milan Pajk, Egon Kaše (Znanstveni inštitut Filozofske fakultete Ljubljana). Ob desetletnici smrti je sodelovala pri postavitvi in pri katalogu pregledne razstave na gradu Kromberk, ki jo je organiziral Goriški muzej in izdala knjigo Živeti z njim (1997). Ob dvajsetletnici smrti je pripravila razstavo Dvajset let pozneje na Ljubljanskem gradu skupaj s Festivalom Ljubljana (2007), ob tridesetletnici pa razstavo Trideset let pozneje v Križevniški cerkvi v Ljubljani skupaj s Festivalom Ljubljana. Skupaj s sinovoma Primožem in Matjažem je uredila stalno zbirko Negovana Nemca v Biljah.  
Posebnih virov ni, ker je avtorica sama predstavila svojo, osebno biografijo.  
POPIS IZBRANIH OBJAV O USTVARJANJU Černigoja, Mušiča, Spacala:
O ČERNIGOJU:
Nelida SILIČ NEMEC, Avgust Černigoj (Černigojeva galerija Lipica), COBISS-ID 1688812;
Nelida NEMEC, Teodor, ČERNIGOJ, razstava Avgust Černigoj, Poslovni sistem Mercator, razstava 29.3.-26.4.2001, COBISS-ID 9197804;
O MUŠIČU
(Nelida SILIČ NEMEC): Mušič Zoran (Anton). V: Primorski slovenski biografski leksikon,10 snopič. Gorica: Goriška Mohorjeva družba, 1984, str.179-180.
Nelida Silič NEMEC, Nace ŠUMI, Zoran KRŽIŠNIK, Galerija Zorana Mušiča, Grad Dobrovo, Stalna zbirka grafičnih del Zorana Mušiča, Goriški muzej, Nova Gorica, 1991.
Nelida NEMEC, Pokrajina telesa. Mušič v vidu Merleau-Pontyja. Založba Annales ZRS Koper, Koper 2017. ISBN 978-961-6964-90-6
Nelida NEMEC, Mušičevo slikarstvo in Merleau-Pontyjeva filozofija slikarstva; doktorska disertacija; Koper, 2016; COBISS.SI-ID-1538238660
Nelida NEMEC, Zoran Mušič, Podobe kraškega sveta. Poslovni center Hit Paviljon Nova Gorica, 12. februar-29. marec 2009, zgibanka.
Nelida NEMEC, V Dachauu je Mušič odkril resnico in jo skušal naslikati: Nelida Nemec umetnostna zgodovinarka. Delo ISSN 0350-7521 (leto 60, št. 21, 26. maj 2018=sobotna priloga - ISSN 1580-3007, str. 24-27.
Nelida NEMEC, Ob življenjskem jubileju Zorana Mušiča. Primorske novice, ISSN 0350-4468 (43, št. 13, 17. februar 1989, str. 7)
Nelida NEMEC, Mušičeva zakoreninjenost v kraškem svetu: v Cankarjevem domu v Ljubljani razstava Drobna dela na papirju. Kras: revija o Krasu in krasu, o ljudeh in njihovem ustvarjanju. - ISSN 1318-3527 (št. 7. sept. 2005, str. 30-31)
O SPACALU:
Nelida NEMEC, Lojze Spacal: slike, grafike; Kogojevi dnevi 89, Goriške galerije, galerija Rika Debenjaka kanal, 1.-30.9.1989; COBISS-ID 515614591;
Nelida NEMEC, Galerija Lojzeta Spacala, Goriški muzej, COBISS-ID 18486272;
Nelida NEMEC, Marko ARNEŽ, Drago MIROŠIČ, Kras v mojem spominu: katalog stalne zbirke galerije Lojzeta Spacala v gradu Štanjel; ISBN-978-961-288-377; CONISS-ID 294470400;
Nelida NEMEC, Lojze Spacal - devetdesetletnik. Primorska srečanja, 1998, Let. 22, št. 201, 1998, str. 38-43; COBISS-ID 4347697;
Nelida NEMEC, Lojze Spacal, devetdesetletnik. Jadranski koledar, 1997, str. 122-133; ISSN 112-6529; 
Nelida NEMEC, preveč ljubim kamen. Naši razgledi, št. 9/1088, 30. 4.1997, str. 6-11; ISNN 1318-0401; COBISS-ID 4430134;
Nelida NEMEC, Slikarjeve sanje o Krasu. Primorske novice, leto54, št. 38, 12.5.2000, str.24; ISNN 0350-4468;
Nelida NEMEC, Karst landscape as an inspiration for creative opuses of Lojze Spacal and Zoran Mušič. Annales: analiza istrske in mediteranske študije, Koper, 2008, ISSN 1408-5348 (Letn. 18, št. 1, 2008, str. 193-206)
1. 1 2  Slovenska biografija — Znanstvenoraziskovalni center Slovenske akademije znanosti in umetnosti. — ISSN 2350-5370